# Comuna Pahutînți, Volociîsk
Pahutînți (în ucraineană Пахутинці) este o comună în raionul Volociîsk, regiunea Hmelnîțkîi, Ucraina, formată din satele Berezîna, Kopacivka Druha și Pahutînți (reședința).

## Demografie
Componența lingvistică a comunei Pahutînți
     Ucraineană (99,43%)
     Alte limbi (0,43%)
Conform recensământului din 2001, majoritatea populației comunei Pahutînți era vorbitoare de ucraineană (99,43%), existând în minoritate și vorbitori de alte limbi.